# Aoi Teshima
Aoi Teshima (手嶌葵, Teshima Aoi), née le 21 juin 1987 à Hakata (Japon), est une chanteuse et seiyū (doubleuse) japonaise.

## Biographie
Aoi Teshima commence sa carrière en 2003 en amateur, participant en 2003 et 2004 au Teen's Music Festival à Fukuoka. En mars 2005 elle participe au Mondial japano-coréen de slow (日韓スローミュージックの世界, Nikkan slow musique no sekai) en Corée du Sud.
Elle attire l'attention de Toshio Suzuki, directeur du Studio Ghibli, via un CD de démo et sa reprise de The Rose de Bette Midler. Gorō Miyazaki lui confie la chanson thème de son premier film d'animation Les Contes de Terremer, La chanson de Therru (テルーの唄, Terū no Uta), dont elle assure le doublage du personnage de Therru. Son single Teru no Uta, est arrivé 5ème dans le chart Oricon avec plus de 220 000 copies vendues.
Le 4 juin 2008 sort L'Arc en ciel (虹, Niji), chanson thème du film La sorcière de l'ouest est morte (西の魔女が死んだ, Nishi no majo ga shinda).
Toujours en 2008, elle chante pour Fragile Dreams : Farewell Ruins of the Moon, un jeu Nintendo Wii, dont les deux chansons se nomment Light (光, Hikari) et Warmth of the Moon (月のぬくもり, Tsuki no Nukumori).
En 2011, elle collabore une nouvelle fois avec Gorō Miyazaki et le Studio Ghibli pour le film La Colline aux coquelicots. Elle interprète trois titres sur la bande originale et notamment la chanson thème du film L'été des adieux - La Colline aux coquelicots (さよならの夏～コクリコ坂から～, Sayonara no Natsu - Kokurikozaka kara). Elle double également le personnage de Yuko. En 2014, elle interprète la chanson du générique japonais de la série Ronja fille de brigand créée par Goro Miyazaki, nommée Haru no Sakebi.

## Discographie

### Albums
- 12 juillet 2006 : Bande originale du film Les Contes de Terremer (ゲド戦記歌集, Gedo Senki Kashū?)
- 7 février 2007 : Anthologie du printemps (春の歌集, Haru no Kashū?)
- 23 juillet 2008 : Anthologie de l'arc en ciel (虹の歌集, Niji no Kashū?)
- 13 juillet 2011 : Bande originale du film La Colline aux coquelicots (コクリコ坂から, Kokuriko zaka kara, litt. Depuis la Colline aux coquelicots)
- 23 juillet 2014 : Ren'dez-vous
- 20 avril 2016 : Aoi Works ～ Best collection 2011-2016～
- 21 septembre 2016 : La librairie d'Aoi (青い図書室, Aoi Toshoshitsu?)
- 8 mai 2019 : Aoi Works II～Best collection 2015-2019～
- 2 juin 2021 : Simple is best
- 20 octobre 2021: Simple is best Vol. 2

### Albums de reprises
- 5 mars 2008 : The Rose ~I Love Cinemas~
- 7 octobre 2009 : La Vie En Rose ~I Love Cinemas~
- 24 novembre 2010 : Christmas Songs
- 12 décembre 2012 : Miss Aoi – Bonjour, Paris!
- 19 décembre 2018 : Cheek to Cheek~I Love Cinemas~

### EP
- 22 novembre 2017 : Tokyo (東京, Tōkyō?)
- 14 octobre 2020 : Chirite Nao (散りてなお?)

### Singles
- 7 juin 2006 : La chanson de Therru (テルーの唄, Terū no Uta?)
- 7 février 2007 : Kishi wo Hanareru Hi (岸を離れる日?)
- 3 octobre 2007 : L'étoile du miracle (奇跡の星, Kiseki no Hoshi?)
- 7 mai 2008 : Kazoku no Fūkei (CM Version) (家族の風景 (CMバージョン)?)
- 4 juin 2008 : L'Arc en ciel (虹, Niji?)
- 15 octobre 2008 : Can't Help Falling In Love (reprise d'Elvis Presley)
- 24 décembre 2008 : Hikari / Tsuki no Nukumori (光 / 月のぬくもり?)
- 11 mars 2009 : Tsuredzure Yōbii (徒然曜日?)
- 2009 : La Vie en rose (reprise d'Édith Piaf)
- 7 avril 2010 : Ima o Ikite (いまを生きて?)
- 7 avril 2010 : Because (en duo avec Yoko Kanno)
- 3 novembre 2010 : Ryūsei (流星?)
- 4 novembre 2010 : Kono Michi (この道?)
- 1er juin 2011 : L'été des adieux - La Colline aux coquelicots (さよならの夏～コクリコ坂から～, Sayonara no Natsu - Kokurikozaka kara?)
- 5 décembre 2012 : Teo Torriatte (Let Us Cling Together) (手をとりあって?)
- 19 novembre 2014 : Haru no Sakebi (春のさけび?) / Player (Mari Natsuki)
- 10 février 2016 : Lettre pour demain (明日への手紙, Asu e no Tegami?)
- 8 janvier 2017 : Akai Ito (赤い糸?)
- 9 octobre 2019 : Mayonaka no Melody (真夜中のメロディ?)
- 24 février 2021 : Je suis rentrée (ただいま, Tadaima?)
- 14 janvier 2022 : Ruriiro No Chikyu - Mirai E no Kokai (瑠璃色の地球 (「未来への航海」バージョン)?)
- 12 avril 2023 : Mori no Chiisana Restaurant (森の小さなレストラン?)

### Divers
- 5 mars 2008 : Kaimin CD ~Dreams II~ piste 7 Negaigoto
- 26 novembre 2008 : Les chansons du Studio Ghibli (スタジオジブリの歌, Sutajio Jiburi no Uta?) sur la piste 10 La chanson de Therru
- 25 mars 2009 : Many Happy Returns sur la piste 4 : Mensonge (嘘, Uso?) en duo avec Chage du duo Chage and Aska.
- 25 avril 2012 : Kids on the Slope (坂道のアポロン, Sakamichi no Apollon, litt. "Apollon sur la pente") sur une reprise de Lullaby of Birdland (piste 16)

## Filmographie
- 2006 : Les Contes de Terremer (ゲド戦記歌集, Gedo Senki Kashū?) : Therru (voix)
- 2011 : La Colline aux coquelicots (コクリコ坂から, Kokuriko Zaka Kara?) : Yuko (voix)